# Oxalis nudiflora
Oxalis nudiflora là một loài thực vật có hoa trong họ Chua me đất. Loài này được Sessé & Moc. ex DC. mô tả khoa học đầu tiên năm 1824.